# Vuelta al Táchira 2003
La 38ª edición de la Vuelta al Táchira se disputó desde el 10 hasta el 23 de enero de 2003.
Perteneció al calendario de la Federación Venezolana de Ciclismo. El recorrido contó con 14 etapas y 1867 km, transitando por los estados de Lara, Yaracuy, Portuguesa, Barinas, Mérida, Zulia y Táchira.
El ganador fue el colombiano Hernán Muñoz del equipo Colombia-Selle Italia, quien fue escoltado en el podio por Carlos Maya y Yeisson Delgado.
Las clasificaciones secundarias fueron; Diocenis Valdez ganó la clasificación por puntos, Federico Muñoz la montaña, el sprints para Diocenis Valdez, el sub-23 para Freddy Vargas y la clasificación por equipos la ganó el equipo Lotería del Táchira

## Equipos participantes
Participaron 15 equipos conformados por entre 6 y 8 corredores, de los cuales siete fueron venezolanos y ocho extranjeros con equipos de Colombia, Cuba, Guatemala, Costa Rica y México. Iniciaron la carrera 107 ciclistas de los que finalizaron 68.
| - Lotería del Táchira - Lotería del Táchira B - Kino Táchira - Café Flor de Patria - Gobernación de Trujillo - Gobernación del Táchira - Triple Gordo - Alcaldía de Barinas - Banfoandes | - Tecos de la Universidad Autónoma de Guadalajara - Dos Pinos - Bono de Ciclismo - Nicorette - Colombia-Selle Italia - Universidad de los Andes - Selección Nacional de Cuba - Selección Nacional de Guatemala |

## Etapas
| Etapa | Fecha       | Recorrido                               | km    | Ganador             | Líder               |
| 1.ª   | 10 de enero | Circuito en Barquisimeto                | 121,6 | César Salazar       | César Salazar       |
| 2.ª   | 11 de enero | San Felipe - Acarigua                   | 146,5 | Diocenis Valdez     | Diocenis Valdez     |
| 3.ª   | 12 de enero | Acarigua - Barinas                      | 176,9 | Diocenis Valdez     | Diocenis Valdez     |
| 4.ª   | 13 de enero | Socopó - Santa Ana                      | 216,3 | Manuel Guevara      | Diocenis Valdez     |
| 5.ª   | 14 de enero | Táriba - El Vigía                       | 165,8 | Diocenis Valdez     | Diocenis Valdez     |
| 6.ª   | 15 de enero | Santa Bárbara - Mérida                  | 125,4 | Rúber Albeiro Marín | Rúber Albeiro Marín |
| 7.ª   | 16 de enero | Santa Cruz de Mora - Colón              | 144,7 | Freddy Vargas       | Rúber Albeiro Marín |
| 8.ª   | 17 de enero | Michelena - La Grita                    | 112,3 | Hernán Muñoz        | Rúber Albeiro Marín |
| 9.ª   | 18 de enero | Seboruco - Cerro El Cristo              | 112,3 | Yeisson Delgado     | Carlos Maya         |
| 10.ª  | 19 de enero | Circuito en San Cristóbal               | 115,2 | Aldrin Salamanca    | Carlos Maya         |
| 11.ª  | 20 de enero | San Rafael del Piñal - Pregonero        | 127,5 | Federico Muñoz      | Carlos Maya         |
| 12.ª  | 21 de enero | San Agatón - Rubio                      | 167,4 | Raúl Gómez          | Carlos Maya         |
| 13.ª  | 22 de enero | CRI de San Cristóbal al Chorro El Indio | 18,6  | Hernán Muñoz        | Hernán Muñoz        |
| 14.ª  | 23 de enero | Ureña - San Cristóbal                   | 104   | César Salazar       | Hernán Muñoz        |

## Clasificaciones

### Clasificación general
| Posición | Ciclista            | Equipo                                          | Tiempo     |
|          | Hernán Muñoz        | Colombia-Selle Italia                           | 47:54:04   |
| 2.º      | Carlos Maya         | Lotería del Táchira                             | + 00:01:15 |
| 3.º      | Yeisson Delgado     | Lotería del Táchira B                           | + 00:02:00 |
| 4.º      | Rúber Albeiro Marín | Colombia-Selle Italia                           | + 00:02:07 |
| 5.º      | César Salazar       | Lotería del Táchira                             | + 00:05:15 |
| 6.º      | Oscar Henao         | Colombia-Selle Italia                           | + 00:07:59 |
| 7.º      | Franklin Chacón     | Lotería del Táchira                             | + 00:09:59 |
| 8.º      | José Vanegas        | Dos Pinos                                       | + 00:10:06 |
| 9.º      | Ubaldo Mesa         | Tecos de la Universidad Autónoma de Guadalajara | + 00:10:16 |
| 10.º     | Tomy Alcedo         | Lotería del Táchira B                           | + 00:11:31 |

### Clasificación por puntos
| Posición | Ciclista            | Equipo                | Puntos |
|          | Diocenis Valdez     | Kino Táchira          | 163    |
| 2°       | Federico Muñoz      | Triple Gordo          | 154    |
| 3°       | Rúber Albeiro Marín | Colombia-Selle Italia | 132    |

### Clasificación de la montaña
| Posición | Ciclista       | Equipo                | Puntos |
|          | Federico Muñoz | Triple Gordo          | 70     |
| 2°       | Carlos Maya    | Lotería del Táchira   | 61     |
| 3°       | Hernán Muñoz   | Colombia-Selle Italia | 44     |

### Clasificación de los sprints
| Posición | Ciclista        | Equipo              | Puntos |
|          | Diocenis Valdez | Kino Táchira        | 69     |
| 2°       | Freddy Vargas   | Lotería del Táchira | 25     |
| 3°       | Franklin Chacón | Lotería del Táchira | 25     |

### Clasificación sub-23
| Posición | Ciclista       | Equipo                                        | Tiempo     |
|          | Freddy Vargas  | Lotería del Táchira                           | 48:13:59   |
| 2°       | Henry Prisco   | Kino Táchira                                  | + 00:12:11 |
| 3°       | Wilmer Vásquez | Café Flor de Patria - Gobernación de Trujillo | + 00:39:37 |

### Clasificación por equipos
| Posición | Equipo                | Tiempo     |
|          | Lotería del Táchira   | 143:41:41  |
| 2°       | Colombia-Selle Italia | + 00:05:17 |
| 3°       | Lotería del Táchira B | + 00:14:45 |